# کلمبیا، شهرستان فایت، ایندیانا
کلمبیا (به انگلیسی: Columbia) یک منطقهٔ مسکونی در ایالات متحده آمریکا است که در شهرستان فایت، ایندیانا واقع شده‌است. کلمبیا ۳۰۲٫۰۶ متر بالاتر از سطح دریا واقع شده‌است.